# 日系ソロモン諸島人
本記事では在ソロモン諸島日本人（ざいソロモンしょとうにほんじん）および日系ソロモン諸島人（にっけいソロモンしょとうじん）について概説する。1970年代以来、ソロモン諸島には、少数ながら日本人居留者のコミュニティが存在した。ソロモン諸島の日本国民は多くの場合、ソロモン諸島内に支社を立ち上げた漁業会社の従業員であった。彼らの大半は南西諸島の伊良部島出身の漁師であるが、内地の日本人も少数ながら存在した。彼らを親とする日系2世も暮らしている。2018年現在、ソロモン諸島における在留邦人は108人である。

## 歴史
大洋漁業株式会社（現・マルハ）は1960年代後半から、当時イギリス統治下にあったソロモン諸島を含む南太平洋での漁業活動に関心を示した。大洋漁業は実現可能性を検討するなかで、ソロモン諸島海域におけるカツオとマグロの資源に目を付けた。大洋漁業とイギリス植民地政府との間で1971年に合意が取り交わされ、同年に、大洋漁業は小さな缶詰工場と燻製工場からなる海岸拠点をツラギ島に建設した。この海岸拠点はソロモン諸島における大洋漁業の支店本部の役割も担い、ソロモンタイヨーと名付けられた。
宮古諸島出身の沖縄人漁師が漁業運営に雇われ、業務監督者として日本本土からの常駐社員が詰めていた。1970年代には、ソロモンタイヨーは沖縄人漁師の所有する民間船に頼って漁業活動を行っており、このため漁師は追加の手当を支給されていた。初期のころはソロモンタイヨーの漁船乗組員は沖縄人と若干のソロモン諸島民の漁師が占めていた。
1980～90年代にかけて、諸島民に対する沖縄人の割合は漸減し、沖縄人漁師は漁業活動を指揮する物流の取りまとめを任されるようになった。若林良和の指摘するところでは、1970年代に会社が重点を置いた一本釣りの餌釣り漁は衰退し、1980年代からより多くの漁獲量を保障するまき網漁などの近代的な漁法が徐々に導入されたが、沖縄人漁師は2000年代まで旧来の漁法を使い続けた。ノロに1990年代に開業した新たな沿岸拠点は、まき網漁と餌釣り漁両方の設備を備えており、後者は沖縄の漁師が利用していた。2000年になると部族対立の激化によりマルハが撤退し、ソロモンタイヨーは100％官営の会社となった。
多くの沖縄系漁師は島民の女性と性的関係を持っていたが、そのほとんどは非合法であった。早くも1973年には、沖縄系漁師が島民女性と交わったことが報告され、その後1975～77年にはこうした関係が社会の怒りの声とともに報道された。70年代を通じてソロモン諸島民は沖縄人に対して疑心を抱いていたが、1980年代にかけて沖縄系の乗組員が諸島民に取って代わられるなかで、徐々にこうした怒りは収まっていった。
これらの性的関係はしばしば混血児の誕生につながった。混血児は一般に学校では諸島民の子供たちよりも成績が良く、諸島民側の立場の者から見ても美質を備えていると言われていた。しかし彼らは同時にソロモン諸島の社会において差別にも直面し、混血児の母親は多くの場合、子供への相続権の保障に苦心した。沖縄の漁師たちは、混血の子供たちや妻を定期的に支援していたが、ほとんどの人は数年後経つと故郷に帰り、現地の家族を置き去りにした。地方当局が若い女性に性教育プログラムに重点を置いた結果、1980年代以降、混血児の出生数は急激に減少した。
ソロモン諸島民と沖縄人の間の民族的関係は混在しており、また沖縄人漁師の島民に対する仕事上の態度にも影響された。ほとんどの場合、沖縄人漁師は仕事の間ソロモン諸島の乗組員と生活を共にしており、また1980年代には数度の文化交流プログラムが実施され、その間ソロモン諸島の乗組員は沖縄人漁師の故郷へのホームステイに招待された。沖縄人はまた、島民からは「粗暴」であると言われ、1980年代には乗組員をしつけるのにしばしば物理的な力に頼ったために島民と対立が起こることもあった。

## 言語
沖縄人漁師のほとんどは、同郷者同士の一般的な会話では宮古方言を使っていた。沖縄人漁師は日本語にも精通し、本土からの社員とは通常日本語を使用していた。日本人社員のほとんどは宮古方言を知らず、時に日本語にあまり達者でない沖縄人漁師とのコミュニケーションの問題についても報告していた。沖縄人漁師は、島民の漁師とコミュニケーションをとる際には単純なピジン語を利用し、多くは宮古方言の借用語を交えていた。沖縄人漁師の話す変形したピジン語は、しばしば諸島民の不評を買い、現地のインフォーマルな場では「ビーチランゲージ」と呼ばれることもあった。